# Птичево
Птичево е село в Североизточна България. То се намира в община Омуртаг, област Търговище.

## География
Селото се намира в крайните предели на община Омуртаг. Инфраструктурата е добра. Асфалтиран път има само до горната махала.

## История
Птичево е много древно селище. Населението в селото е мюсюлманско (етнически турци). Разделя се на 3 части (махали): долна, средна и горна част (махала). Най-малко населената махала е средната, следвана от долната и горната. То е застаряващо най-вече в средната и долната махала на селото.
Основният поминък на местните е земеделието, но напоследък доста млади търсят алтернатива за живота си в околните градове, немалко са и тези, които са на гурбет.
1. ↑  www.grao.bg